# Nanorana quadranus
Espèce
Synonymes
- Rana quadranus Liu, Hu & Yang, 1960
- Rana quadrana Liu, Hu & Yang, 1960
- Paa quadrana (Liu, Hu & Yang, 1960)
- Chaparana quadranus (Liu, Hu & Yang, 1960)

Statut de conservation UICN

 NT  : Quasi menacé
Nanorana quadranus est une espèce d'amphibiens de la famille des Dicroglossidae.

## Répartition
Cette espèce est endémique du centre de la Chine. Elle se rencontre dans le sud du Shaanxi, dans le Sud du Shanxi, dans le sud-ouest du Henan, dans le Sud du Gansu, dans le nord-est du Sichuan, au Hubei, dans le nord du Hunan et dans l'ouest de l'Anhui entre 500 et 2 700 m d'altitude.

## Publication originale
- Liu, Hu & Yang, 1960 : Amphibians from Wushan, Szechwan. Acta Zoologica Sinica, vol. 12, p. 278-292 (texte intégral).